# 红花张口杜鹃
红花张口杜鹃（学名：Rhododendron augustinii ssp. chasmanthum）为杜鹃花科杜鹃花属下毛肋杜鹃的一个亚种。